# Santa Fe (Cebu)
Santa Fe é um município de  quarta classe de renda municipal (d) na província Cebu, nas Filipinas. De acordo com o censo de 1 de maio  de  2020 possui uma população de 34 471 pessoas e 8 241 domicílios.